# Pseudozarba opella
Pseudozarba opella är en fjärilsart som beskrevs av Swinhoe 1885. Pseudozarba opella ingår i släktet Pseudozarba och familjen nattflyn. Inga underarter finns listade.